# دار اللكمة (رصد)

تعديل مصدري - تعديل

دار اللكمة هي إحدى قرى عزلة القارة بمديرية رصد التابعة لمحافظة أبين، بلغ تعداد سكانها 43 نسمة حسب تعداد اليمن لعام 2004.